# Warren Robinett

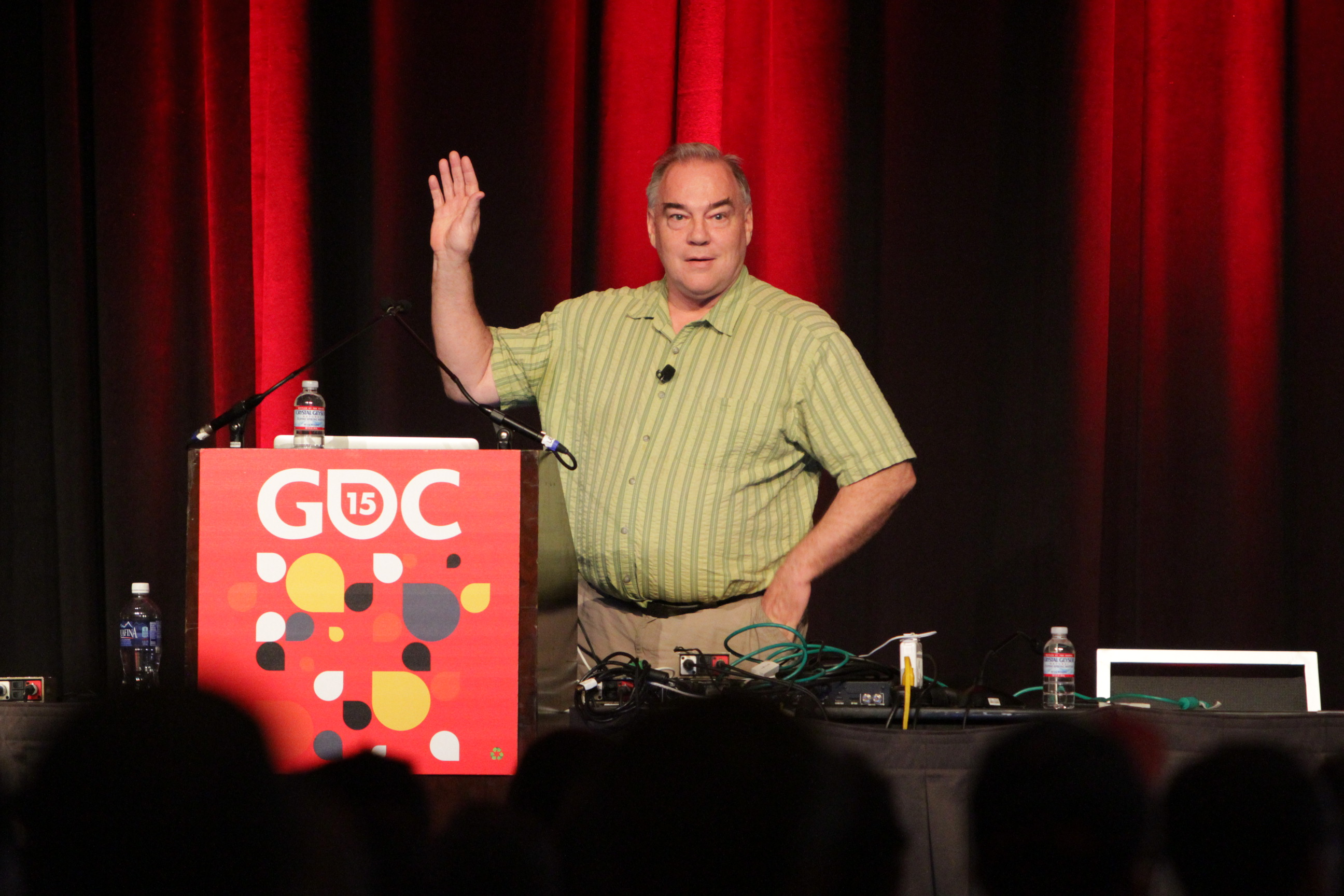
Warren Robinett, 2015 auf der Game Developers Conference

Warren Robinett (* 25. Dezember 1951 in Springfield, Missouri) ist ein US-amerikanischer Computerspiele-Designer, der durch die Entwicklung des Spiels Adventure für die Spielekonsole Atari 2600 besonders bekannt wurde. Dieses Spiel stellte die erste Version eines grafischen Adventurespiels dar. Er ist auch Gründer von The Learning Company (1980), in der er das Spiel Rocky’s Boots entwickelte.
Für Atari entwickelte er auch das Spiel Slot Racers und ein BASIC-Modul für die Atari-2600-Konsole. Robinett gilt gleichzeitig als Erfinder des Easter Eggs. Da es zur damaligen Zeit bei der Firma nicht üblich war, dass der Name des Programmierers eines Spiels veröffentlicht wurde, entwickelte Robinett einen versteckten Platz in Adventure und hinterließ dort den Text „Created by Warren Robinett“.